# Andrew Hunter
Pour les articles homonymes, voir Hunter.
Andrew Hunter est un joueur anglo-australien de volley-ball né le 28 juillet 1977 à Adélaïde (Australie-Méridionale). Il mesure 1,87 m et jouait passeur.

## Clubs
| Club                | Pays               | De        | À         |
| ------------------- | ------------------ | --------- | --------- |
| Norwood Bears       | Australie          | 1999-2000 | 2000-2001 |
| VT Oosthout Torhout | Belgique           | 2002-2003 | 2002-2003 |
| AS Cannes           | France             | 2003-2004 | 2003-2004 |
| Calais              | France             | 2004-2005 | 2004-2005 |
| Castelnuovo joker   | Italie             | 2004-2005 | 2004-2005 |
| Mantoue             | Italie             | 2005-2006 | 2005-2006 |
| VK Kladno           | République tchèque | 2006-2007 | 2006-2007 |

## Palmarès
Néant.